# Mars Direct
Mars Direct (прямо на Марс) — предложение по пилотируемому полёту на Марс, которое направлено на экономичность и возможное его осуществление с существующими технологиями. Изначально это было научно-исследовательской работой для НАСА инженером Робертом Зубриным и аэрокосмическим инженером Дэвидом Бейкером в 1990, и позже расширенный Зубриным в 1996 в книге «The Case for Mars». Сейчас она служит главным элементом в выступлениях Зубрина и основной агитацией в качестве руководителя организации Марсианское общество, целью этой организации является колонизация Марса.

## История

### Инициатива по освоению космоса
20 июля 1989, президент США Джордж Буш объявил план, который позже стал известен как "Инициатива по освоению космоса". В речи, произнесённой на ступенях Национального музея авиации и космонавтики, он определил долгосрочные планы, которые должны были завершиться пилотируемой миссией на Марс.
В декабре 1990, группа по оценке стоимости и долгосрочных затрат на экспедицию определила стоимость проекта в 450 млрд долларов, распределённых на промежуток времени в 20-30 лет. Оно стало известно как «90-дневное исследование», и вызвало враждебное отношение Конгресса, так как это потребовало бы крупнейших государственных расходов со времен второй мировой войны. В течение года все заявки для финансирования SEI были отклонены.
Даниель Голдин, ставший администратором НАСА 1 апреля 1992 года, официально отказался от близлежащих планов освоения человеком пространства за пределами земной орбиты со сдвигом в направлении стратегии «быстрее, лучше, дешевле» освоения космоса с помощью роботов.

### Разработка
Во время работы в компании Martin Marietta над проектированием архитектуры межпланетной миссии, Роберт Зубрин понял фундаментальный изъян программы SEI. Зубрин пришёл к пониманию, если НАСА планирует полностью использовать множество технологий в поддержку отправляемой миссии на Марс, это становится политически несостоятельным. По его словам:
Прямо противоположное правильному инженерному пути.
Зубрин предложил альтернативу этой стратегии миссии «Звёздного крейсера Галактика» (так этот проект называли недоброжелатели, за его большие размеры и ядерную энергетическую установку научно фантастического корабля с тем же именем). Он предложил более длительную операцию на поверхности, с серией из нескольких миссий, где корабль запускается напрямую с поверхности Земли на Марс, в противоположность кораблю, собираемого на орбите Земли. После получения одобрения управления в Мариетте, команда из 12 человек начала прорабатывать детали миссии. Они ориентировались на традиционную архитектуру миссий, Зубрин начал работать с Дэвидом Бейкером над простой, урезанной стратегией. Их цель «используй местные ресурсы, путешествуй налегке и живи за счёт Земли» стала визитной карточкой миссии Mars Direct.

## Сценарий миссии

### Первый запуск
Первый запуск ракеты Арес (не путайте с аналогичным именем ракеты отменённой программы Созвездие) должен доставить непилотируемый Earth Return Vehicle (возвращаемый на Землю аппарат) на Марс после 6-месячного полёта, с запасом водорода, химической установкой и маленьким ядерным реактором. Оказавшись там, установка (с помощью реакции Сабатье и гидролиза) произведёт с помощью малого количества водорода (8 тонн) привезённой на Earth Return Vehicle и диоксида углерода из Марсианской атмосферы произведёт 112 тонн метана и кислорода. Эта сравнительно простая химическая операция регулярно использовалась в 19-м и 20-м веках. Это означает, что только 7 % от топлива, необходимого для возвращения потребуется для перевозки на поверхность Марса.
96 тонн метана и кислорода необходимые для отправки Earth Return Vehicle на возвратную траекторию к Земле с поверхности Марса, оставшаяся часть топлива, которая будет произведена с помощью химической реакции будет использована для пилотируемых марсоходов. Процесс генерации топлива, по предварительным расчётам, потребует для полного завершения около десяти месяцев.

### Второй запуск
Примерно после 26 месяцев после первого запуска «Земного возвращаемого аппарата» (Earth Return Vehicle), второй аппарат — «Марсианский обитаемый модуль» (Mars Habitat Unit), должен быть запущен по 6-месячной, низкоэнергетической траектории к Марсу, и будет нести экипаж из 4 астронавтов (минимальное число необходимое для разделения её на две части). Обитаемый блок не должен быть запущен до момента, когда автоматическая химическая установка на ERV сообщит об окончании производства химических компонентов топлива для операции на поверхности и возвращения на Землю. Во время перелёта, искусственная сила тяжести будет генерироваться связанными Обитаемым модулем и последней ступенью ракеты-носителя, вращающимися вокруг общего центра масс. Это вращение будет производить комфортную среду для астронавтов, избавив их от отрицательных эффектов, связанных с невесомостью.

### Приземление и операция на поверхности
После достижения Марса, верхняя ступень отбрасывается, Обитаемый модуль использует аэродинамическое торможение перед мягкой посадкой вблизи Земного возвращаемого аппарата. Точная посадка предусматривается благодаря радиомаяку на первом аппарате. Достигнув Марса, экипаж проведёт 18 месяцев на поверхности, проводя комплекс научных исследований, пользуясь при этом малым ровером, который будет находиться на борту их Марсианского обитаемого модуля, он будет использовать в качестве топлива излишки метана произведённого Земным возвратным модулем.

### Возвращение и последующие миссии
Для возвращения экипаж воспользуется Земным возвращаемым модулем, а Марсианский обитаемый модуль будет использован в последующих миссиях. На обратном пути разгонную ступень Земного возвратного модуля можно будет использовать в качестве противовеса для создания искусственной гравитации. Следующая миссия отправится спустя 2 летний интервал на Марс с уверенностью, что запасной Земной возвратный аппарат будет находиться всё это время на поверхности, в ожидании использования новым экипажем или текущим экипажем для чрезвычайной ситуации. В этом сценарии для чрезвычайной ситуации, экипаж преодолеет сто километров до другого Земного возвратного аппарата на их ровере.

## Состав
Mars Direct включает ракета-носитель «Арес», Земной возвратный аппарат и Марсианский обитаемый модуль.

### Ракета-носитель
План включает в себя несколько запусков тяжёлой ракеты-носителя класса, подобного Сатурн-5, используемого в миссиях программы «Аполлон», которая может быть потенциально произведена из компонентов программы Спейс шаттл. Эта ракета, названная «Арес», будет использовать твердотопливные ускорители Шаттлов, модифицированный внешний топливный бак и новую кислород/водородную третью ступень, выводящую полезную нагрузку на траекторию к Марсу. Арес должен выводить 121 тонну на 300-километровую круговую орбиту, а ускоритель — корабль весом 47 тонн на путь к Марсу.

### Земной возвратный корабль
Земной возвратный корабль (Earth Return Vehicle) состоит из двух ступеней. Верхняя ступень включает жилые помещения для их обратного 6-месячного путешествия на Землю с Марса. Нижняя ступень содержит ракетные двигатели и небольшую химическую установку.

### Марсианский обитаемый модуль
Марсианский обитаемый модуль (Mars Habitat Unit) должен быть 2-х или 3-х палубным кораблём создающую комплексную среду для жизни и работы Марсианского экипажа. В дополнение к спальным отсекам, которые обеспечивают определённый уровень уединённости для членов экипажа, Марсианский обитаемый модуль включает общую жилую площадь, кухню, зону для физических упражнений и для гигиены с замкнутым циклом по очистке воды. Нижняя палуба модуля обеспечивает рабочее пространство для экипажа: маленькую лабораторию для геологических образцов и поиска жизни; хранилище для образцов, воздушный шлюз для выхода на поверхность Марса, и область для одевания скафандров и подготовки к выходу на поверхность. Для защиты от радиации во время пребывания в космосе и на поверхности Марса (например от солнечных вспышек, будет предоставлено «штормовое укрытие» в центре модуля.
Марсианский обитаемый модуль будет также включать маленький герметичный ровер хранимый на нижней палубе и собираемый на поверхности Марса. Питаемый двигателем на метане, предназначенный для расширения зоны которую астронавты смогут исследовать на поверхности Марса до 320 км.
Поскольку изначально он был предложен как часть Mars Direct, Марсианский обитаемый модуль был адаптирован НАСА как часть их проекта Mars Design Reference Mission, которая использует два Марсианских обитаемых модуля — один из которых доставляется на Марс без экипажа, как Марсианская научная лаборатория, вместе с возможностью нести большой ровер для перемещений по Марсу. Второй обитаемый модуль доставляется на Марс вместе с экипажем, и его внутренний объём полностью выделен для жизни экипажа и складских помещений.
Чтобы доказать жизнеспособность Марсианского обитаемого модуля, Марсианское сообщество реализовало аналог Марсианской исследовательской станции, был создан целый ряд прототипов Марсианских обитаемых модулей по всему миру.

## Официальный приём
Бейкер представил Mars Direct в космическом центре Маршалла в апреле 1990, план было принят положительно. Он летал по стране, и проект получал значительный интерес среди инженеров. Когда его тур закончился демонстрацией Национальному космическому сообществу, они аплодировали стоя.
Сопротивление пришло от команды работающей в НАСА над космической станцией и двигательной программой. НАСА отвергла проект Mars Direct. Зубрин продолжал придерживаться концепции после расставания с Девидом Бейкером, и пытался убедить нового администратора НАСА в достоинствах Mars Direct в 1992.
После того, как он получил небольшой фонд на исследования от «Мартин Мариетта», Зубрин и его коллеги продемонстрировали прототип генератора топлива, который достиг эффективности в 94 %. При разработке прототипа не участвовало инженеров-химиков. После демонстрации результатов в Космическом центре имени Линдона Джонсона, администрация НАСА провела несколько оговорок по плану.
В ноябре 2003 года, Зубрин был приглашён на заседание комитета сената США по освоению космоса. Два месяца спустя администрация Буша-младшего анонсировала программу Созвездие — пилотируемую программу с целью отправки людей на Луну к 2020 году. Марсианская программа не была определена, план по достижению Марса был основан на применении корабля Орион предварительно рассчитанный на реализацию к 2030-м. В финансирование программы было отказано в 2011 году администрацией Обамы, и программа Созвездие была отменена.
Существуют различные психологические и физиологические эффекты при космическом полёте влияющие на длительную космическую экспедицию. Первые экспедиции на Марс должны иметь серьёзные психо-социальные проблемы, которые предоставят множество данных для уточнения планируемых миссий, и отбор экипажа для новых миссий.

## Изменения
С изначальной задумки проект Mars Direct периодически пересматривался самим Зубриным, Марсианское сообщество, НАСА и Стэнфордским университетом.

### Mars Semi-Direct
Зубрин и Вивер разработали изменённую версию Mars Direct, называемую Mars Semi-Direct (Марс полу-прямой), в ответ на некоторые критические замечания. Эта миссия состоит из трёх космических кораблей и включает Марсианский взлётный корабль (Mars Ascent Vehicle). Марсианский взлётный корабль остаётся на марсианской орбите для обратного пути, в то время когда не пилотируемый Земной возвратный корабль приземляется и производит топливо для возврата на марсианскую орбиту. Архитектура проекта Mars Semi-Direct стала основой для нескольких исследований, включая проект Design Reference Missions НАСА.
Когда тот же анализ стоимости как и группа «90-дневного доклада» провёл Mars Semi-Direct, он прогнозировал стоимость в 55 миллиардов долларов распределённых на 10 лет, которые могли уложиться в существующий бюджет НАСА.

### Design Reference Missions
Design Reference Missions версии 5.0 от 1 сентября 2012, требует существенного обновления оборудования (не менее 3 запусков на миссию, вместо двух), и отправление Земного возвратного модуля полностью заправленным, консервация его на орбите планеты до последующей встречи с Марсианским спускаемым модулем.

### Mars Direct и SpaceX
Потенциал скорого появления недорогих ракет-носителей, позволил Зубрину постулировать значительно более низкую стоимость Марсианской пилотируемой миссии с использованием пилотируемых кораблей компании SpaceX. В этом простом плане, экипаж из двух человек будет отправлен на Марс одним запуском ракета-носителя Falcon Heavy с кораблём Dragon действующим как экспедиционный корабль. Дополнительное обитаемое пространство для путешествия при необходимости будет получено с помощью надувных модулей. Проблемы, связанные с длительной невесомостью будут решаться таким же образом, как и в исходном плане Mars Direct — тросом, связывающим корабль Dragon со ступенью предназначенной для перевода корабля на траекторию полёта к Марсу, и раскручиванием связки корабля и ступени.
Абляционная защита корабля Dragon может обеспечить безопасный спуск с орбиты. Исследование НАСА исследовательским центром Эймса доказали то, что роботизированный Dragon был бы способен на реактивную посадку на поверхность Марса при помощи своих двигателей. На поверхности экипаж будет иметь 2 корабля Dragon с надувными модулями, 2 марсохода, 2 марсианских взлётных корабля и 8 тонн оборудования.

### Другие исследования
Разработчики Марсианского общества и Стэнфордского университета сохранили первоначальный профиль полета Mars Direct с двумя аппаратами, но увеличили численность экипажа до шести человек.
Австралийское подразделение Mars Society разработало свою миссию на 4 человека с названием Mars Oz, основываясь на миссии Semi-direct. В этой разработке спроектированы горизонтально приземляющиеся модули изогнутой биконической формы и повсеместно используются солнечная энергия и химическая тяга. Таким образом разработчики отказались от использования ядерного реактора для обеспечения энергией на поверхности Марса. На основе опыта, полученного на международной космической станции, проектировщики Mars Oz также отказались от искусственной гравитации на основе вращения.

## Аналог марсианской исследовательской станции
Mars Society аргументировала жизнеспособность Марсианского обитаемого модуля с помощью их программы «Аналог марсианской исследовательской станции» (Mars Analogue Research Stations).
Это двух или трехъярусные вертикальные цилиндры ~8 м в диаметре и 8 м в высоту. Mars Society планирует построить свою собственную станцию основанную на Mars Oz. Mars Oz конструктивно состоял из цилиндра диаметром 4,7 м и 18 м длинной с клиновидным носом. Второй подобный модуль выполнял роль гаража, источника энергии и транспортного модуля.
Mars Direct был показан на Discovery Channel в программе Марс: новый рубеж где обсуждались вопросы финансирования НАСА проекта, и в фильме Марс: подполье, где план рассматривался более глубоко.

## Альтернативы
Проект "Марс, чтобы остаться" предлагает миссию, в которой первые эмигранты/исследователи не будут возвращаться сразу, или вообще. Это предложение отправить команду из 4 или 6 человек будет стоить одну пятую или даже десятую часть от стоимости миссии с возвратом тех же 4 или 6 человек. 4 человека могли быть отправлены по цене доставки с Марса 50 килограмм грунта, а 20 человек могли бы быть отправлены по цене миссии с возвратом всего 4 человек.